# Status Animarum
 Status Animarum ou Liber Status Animarum (Livre d'états des âmes) est un terme latin qui désigne les registres qui à la suite du Concile de Trente (1545-1563) étaient tenus par des curés de chaque paroisse qui enregistraient sur ceux-ci des données biographiques et religieuses des paroissiens. Ils peuvent être apparentés à une sorte de recensement organisé de la population de la part du clergé.
Les Liber Status Animarum ont été prescrits dans le Rituale Romanum publié en 1614 par le pape Paul V .
À l'origine, ils contenaient uniquement les informations religieuses concernant la vie religieuse (bénédictions, exorcismes, sacrements).
Au XVIIIe siècle d'autres informations ont été apportées : composition détaillée de la famille, propriétés, profession, âges des composants, arrivées et départ de la paroisse.